# 細菌過濾率
細菌過濾效率（Bacterial Filtration Efficiency）也稱為細菌過濾率，簡稱BFE，是量測過濾器（例如外科口罩）阻隔细菌穿透的能力。其結果會以表示過濾率的百分比表示，和阻隔細菌穿透的纖維有關。其數值最高，表示阻隔细菌穿透的能力越好。包裹的織物會以其等級以及基重來比較。
其他類似的過濾率指標有簡稱PFE的粒子過濾率（Particulate Filtration Efficiency），以及簡稱VFE的病毒過濾率（Viral Filtration Efficiency）。

## 量測方式
金百利克拉克公司的量測方式是用金黃色葡萄球菌的生物氣溶膠來測試。以測試時細菌計數以及樣品上細菌數來計算，以確認細菌過濾效率的比例（%BFE）。
中国、欧洲、美国的医用口罩标准是用3.0 μm大小的粒子测量细菌过滤率。